# 白石真菜
白石 真菜（しらいし まな、4月7日 - ）は、日本の声優、アイドル。元ラストアイドルの一員、元ラストアイドル 2期生アンダーのメンバー。
スタイルキューブ所属。神奈川県出身。

## 略歴
4歳の頃からクラシックバレエをはじめ、小学1年生から中学1年生にかけてボーイスカウトを経験。中学校では吹奏楽部に所属し、ユーフォニウムを担当していた。
2018年9月30日、テレビ朝日『ラストアイドル サードシーズン』に2期生最後の20人目の挑戦者として出演し、暫定メンバー立ち位置1番の橋本桃呼に敗れる。
2018年12月5日、ラストアイドルの5thシングル『愛しか武器がない』の共通カップリング曲「サブリミナル作戦」で、ラストアイドル 2期生アンダーとしてCDデビュー。 
2018年12月19日、『ラストアイドル1周年記念コンサート（TOKYO DOME CITY HALL）』に、「ラストアイドル 2期生アンダー」の立ち位置4番として出演。
2020年2月19日、ラストアイドルの8thシングル『愛を知る』の表題曲オーディションで18人のメンバーに選抜される。
2020年9月24日、ラストアイドルの9thシングル『何人も』の表題曲の21人のメンバーに選抜される。
2022年5月31日をもって、ラストアイドルの活動が終了。翌6月1日よりソリッド・キューブ所属となる。
2023年4月1日、グループ事務所のスタイルキューブに移籍し、声優へ転向する。
2025年7月20日、同事務所の月城莉奈・和泉芳怜とともにユニット『Crispy Lover』を正式に始動

## 人物
愛称は、しーまな。小学生の頃に、もう一人「まな」という名前の子がおり、その子と区別するために先生がネームプレートに「（し） まな」と表記したことから次第にそう呼ばれるようになった。
妹がおり、好きなアイスはスイカバー。歯の矯正をしている。好きな街は池袋である。
幼稚園教諭一種免許状、サウナスパ健康アドバイザー、ビジネス実務マナー検定3級、普通自動車第一種運転免許を所持している。
アイドルは、ももいろクローバーZをはじめとした「スタダ系」が好きで、中高生の頃はよく振り付けを真似していた。
ラストアイドル2期生最終オーディションでは、ももいろクローバーZの楽曲を歌い合格、ラストアイドル サードシーズンのバトルでは私立恵比寿中学の『仮契約のシンデレラ』を歌っている。
ラストアイドル8thシングルの選抜オーディションでは、私立恵比寿中学の『禁断のカルマ』を歌い、18人目の選抜メンバーに選出された。
ラストアイドル2期生アンダーの高橋みのりとは、両思いを自称するほどの仲である。
金沢星稜大学女子短期大学部の2020年度イメージタレント（イメージモデル）を務めており、翌2021年度もCMを担当している。
ユニット『Crispy Lover』としても活動中
SHOWROOM配信はほぼ毎日配信している。

### 趣味
趣味は御朱印集め。御朱印帳は2020年時点で9冊目で、全国各地の神社仏閣をお参りしている。 ヨガが大好き。映画を観ることも好きで、一番嵌った作品に『ハリー・ポッターシリーズ』を挙げている。
アニメを見ること、マンガを読むことが好きで、特に『鬼滅の刃』や『五等分の花嫁』、『約束のネバーランド』『ブルーロック』『ハイキュー!!』がお気に入り。グッズも集めており、グループきってのアニメ好きである。
競輪番組出演をきっかけに競輪にも興味を持つ。番組出演時には勉強ノートに事前予想を書いて出演する。時々プライベートでも100 ptずつ予想して楽しんでいる。
ポケモンカードのレートを調べること。
辛くない坦々麺を永遠に探している。

### 特技
特技は「ほっぺたが人より伸びること」と、高校時代のコンビニバイトで培われた「レジ打ち」、「スーパーボールすくい」。154個取ったという記録をもっている。
「禁断のカルマ」では「憑依系」と言われるほどのパフォーマンスを見せた。

## 出演

### テレビ番組
- ラストアイドル 3rdSEASON（テレビ朝日）
- ラスアイ、よろしく！（テレビ朝日）
- ミュージックステーション（テレビ朝日）
- テレ東音楽祭（テレビ東京）
- COUNT DOWN TV (TBSテレビ)
- プレミアMelodiX!（テレビ東京）
- MUSIC FAIR（フジテレビ）
- うたコン（NHK）
- バズリズム2（日本テレビ）
- @JAM TV #19 (2020年4月27日、日テレプラス)
- PLAYLIST (TBSテレビ)
- J-MELO
- くりぃむナンチャラ（2019年12月14日、テレビ朝日）
- にゅーくりぃむ（2020年12月2日、2021年4月21日、28日、5月5日、テレビ朝日）
- くりぃむナンタラ（2021年11月21日、テレビ朝日）
- かまいガチ（2021年9月17日、テレビ朝日）
- お願い！ランキング（2020年11月6日、2021年4月22日、テレビ朝日）
- ABEMA BOATRACE TOWN クロちゃんのボート女子育成計画（2020年7月31日、11月6日、2021年1月29日、AbemaTV）
- ABEMAミッドナイト競輪(2021年9月3日、11月19日AbemaTV)
- ABEMA「WINTICKET グレードレースSP 」(2021年5月8日、8月13日AbemaTV)
- ABEMA BOATRACE CRUISE『六本木フレンドパーク』( #28,2022年10月15日、 #42,2023年01月21日AbemaTV)
- ABEMA「DDTの木曜TheNIGHT」(2021年12月2日AbemaTV)
- ABEMA BOATRACE SPACE『波乗り全速！ブレインターン!!!!!!』 #27 (2023年10月14日AbemaTV)

### ラジオ番組
- 渋谷トーキング
- ラジオiNEWS
- FM AICHI「沢井里奈のさわやか#さわーたいむ」2022年5月14日 9:30〜9:55 OA
- エフエムひこね【MOMO-TAROのスポーツ＆ホビー】2022年7月15日 19:30 OA
- 豊田萌絵 with もえころがし（2023年9月アシスタント、超!A&G+）
- 豊田萌絵 with もえころがし（2024年7月アシスタント、超!A&G+）
- ラジオNIKKEI『虎ノ門トレンド経済研究所』（2025年7月3日，10日、ゲスト出演）

### 映画
- 2022年公開 『アイドリッシュセブン Third BEAT!』観客

### CM
- 金沢星稜大学女子短期大学部（2020年 - 2021年）[10][11]
- タイトーオンラインクレーン（2022年）

### 広告
- アニメイト　アルバイト・パート求人募集広告

### 舞台
- 球詠（2021年6月24日 - 6月30日、草月ホール） - 藤田菫[12]
- 球詠 ～vs 影森・梁幽館編～（2022年2月17日 - 23日、新宿村LIVE） - 中山[13]
- 宇宙家族ヤマダさん(2023年5月31日 - 6月4日、こくみん共済 coop ホール／スペース･ゼロ) - 兎chaN
- 呪怨 THE LIVE(2023年8月12日 - 8月20日、こくみん共済 coop ホール／スペース･ゼロ）- 凶演者
- みちこのみたせかい(2023年11月1日 - 11月5日、シアターKASSAI）- 井村 結
- 舞台オワジュラ『異世界転生したら大恐竜時代でオワタ。』‐オワジュラ‐ (2023年12月21日 - 12月24日、池袋BOX in BOX THEATER）- アルゼンチノっぴ
- 劇団バルスキッチン『どぎまぎメモリアル〜どぎどぎピンクver.〜』(2024年3月20日 -3月24日、バルスタジオ）- 藍堂瑠衣
- Monkey Works Vol.11 「明日は捲る」（2024年5月15日 - 5月19日、シアターサンモール）- 出口真衣子 [14]
- 舞台『少年秘密倶楽部【壱】～箱庭の自由～』（2024年7月3日 - 7月７日、新宿村LIVE）- スイセン
- 舞台『シュヴァルツ・ゼルドナー』（2024年9月19日 - 9月22日、中目黒キンケロシアター）- ユリウス
- 舞台『魔女エステリーゼの事件簿　闇と大蛇編』（2024年11月7日 - 11月10日、THE POCKET）- アリス
- 舞台『花のカンタービレ』（2024年12月18日 - 12月22日、新宿村LIVE）- 律人
- 舞台『青空メロディーズ〜3rd melody〜』（2025年1月16日 - 1月19日、CBGKシブゲキ!!）- 西ヶ花希子[15]

- T-gene Stage『正義の味方～ジャスティス・タクティス～』（2025年2月26日 - 3月3日、中目黒キンケロ・シアター）- 上木唯
- 青空メロディーズ〜Last melody〜　（2025年7月24日-7月27日、CBGKシブゲキ‼）- 西ヶ花希子[16]

### 朗読劇
- なななななな （2022年7月27日 - 7月31日、シアターサンモール）- メロ
- イヤホン（2023年2月3日 - 2月5日、参宮橋トランスミッション）- クラッピー
- 『異世界転生したら大恐竜時代でオワタ。』‐オワジュラ‐ (2023年6月29日 - 7月2日、コフレリオ新宿シアター）- ニジェールっぴ
- 灰桜色メモリー(2023年9月14日 - 9月15日、MsmileBOX渋谷）- イズモ
- 記憶の森とルミナストレイン(2023年10月7日 - 10月8日、MsmileBOX渋谷）- 野鳩シュウ
- キミに贈る朗読劇ハロウィン特別編(2023年10月29日、MsmileBOX渋谷）
- 『メタ娘〜みんなの初詣を取り戻せ♪お正月ドロボウ編〜』 (2024年1月26日 - 1月28日、オメガ東京) - ルキア
- 灰桜色メモリー vol.2 (2024年4月11日 - 4月12日、MsmileBOX渋谷）- チホ
- NOVA READING vol.5「異世怪論」（2024年9月7日 - 9月８日、MsmileBOX渋谷）- 藤岡あいり
- 朗読劇『キミに贈る朗読会 ピグミーシーホース』（2024年10月26日 - 10月27日、MsmileBOX渋谷）- 駒込るい[17]
- 『VOICE in BOX vol.13』（2025年1月5日、MsmileBox渋谷）
- キミに贈る朗読会 特別編『バレンタインの秘密』（2025年2月8日、MsmileBox渋谷）
- 明日を生きるための朗読四部作『銀河鉄道のなかで』（2025年2月13日,15日、Route theater）- 穂乃果
- キミに贈る朗読会『ゴカンッ！ Vol.4』（2025年7月5日、MsmileBox渋谷）

### イベント
- 『琉球アイドルフェスティバル～なんくるないさ2022 』（2022年10月10日、波の上うみそら公園）
- 『アニメトマツネ@ロフトプラスワン vol.1 』（2023年1月29日、新宿ロフトプラスワン）
- 『えもきゃぷ！vol.1〜バレンタインに会いましょう〜』（2023年2月12日、新宿ロフトプラスワン）
- 『のら犬ブラザースのアニメ！ギョーカイ時事放談』（2023年11月25日、新宿ロフトプラスワン）
- 『前垣さらBIRTHDAY EVENT』ゲスト出演（2024年2月11日、木星劇場）
- 『湯浅順司＆たかみゆきひさのIDOL in New World Orderアイドル業界作戦会議 #01「吉野湯」』ゲスト出演 (2024年3月8日、新宿ロフトプラスワン)
- 『「StyleParty」 Fan Meeting Vol.1』（2024年6月9日、ところざわサクラタウン ジャパンパビリオン ホールB）
- 『森下純菜レギュラーライブ「GENKI!? Vol.137」』（2024年12月8日、SHIBUYA TAKE OFF 7）- はぴすたルーキーズ
- 『第5回オワタ。祭り～ただいま！1年ぶりに帰ってきたけど、みんな元気にしてたのすけ？～』ゲスト出演（2024年12月28日、#chord）
- 『森下純菜レギュラーライブ「GENKI!? Vol.138」』（2025年2月16日、SHIBUYA TAKE OFF 7）- はぴすたルーキーズ
- 『月城莉奈Birthday Party 2025～Bad and Cute!～』ゲスト出演（2025年2月24日、SHIBUYA TAKE OFF 7）
- T-gene Stage『正義の味方～ジャスティス・タクティス～』後夜祭（2025年3月16日、ミューズモード音楽院 本館）
- 『白石真菜 Birthday Party ～四月のシロツメクサ～』（2025年4月6日、SHIBUYA TAKE OFF 7）
- 『CLOVER Garden ～5月の約束～』（2025年5月10日、高円寺studio）
- Missa×Meiko produces『Kawaii Party!』ゲスト出演（2025年6月28日、CHIC HALL SHIBUYA）
- 『CLOVER Garden ～夏への階段～』（2025年7月20日、SHIBUYA TAKE OFF 7）

### youtube
- のざP×白石真菜のRadio’nBest(2024年2月〜隔週放送）- 野崎圭一さんとYoutubeチャンネル「dbdbdtv」にて配信[18]
- のら犬さんのアニメ！ギョーカイ時事放談(2024年6月5日,19日 ゲスト出演)
- のら犬さんのアニメ！ギョーカイ時事放談(2025年4月2日,16日 ゲスト出演)